# When I Need You
When I Need You (с англ. — «Когда ты мне нужна»; в «женском» варианте исполнения — «Когда ты мне нужен») — песня Альберта Хаммонда и Кэрол Байер-Сейджер, впервые записанная в 1976 году одним из авторов, Альбертом Хаммондом, на собственном одноимённом альбоме. Спродюсированная Ричардом Перри, в 1977 году песня получила мировую известность в исполнении Лео Сейера, которому иногда ошибочно приписывается её авторство. When I Need You осталась самой известной песней Сейера, чей пик популярности пришёлся на короткий период 1975—1977 годов. Более сорока лет песня входила и продолжает входить в репертуар ведущих поп-, рок- и соул-певцов — Рода Стюарта, Клиффа Ричарда, Хулио Иглесиаса, Лютера Вандросса, Селин Дион и многих других. Альфа Блонди переработал When I Need You в стиле регги.

## История

### Обвинение в плагиате
Ключевая музыкальная фраза песни When I Need You со словами «(When I) need you, I just close my eyes and I’m with you, and all that I so want to give you, is only a heart beat away» совпала с музыкальной фразой уже существовавшей песни Леонарда Коэна Famous Blue Raincoat (рус. «Знаменитый синий плащ») со словами «Jane came by with a lock of your hair, she said that you gave it to her that night, that you planned to go clear». В позднем интервью 2006 года газете The Globe and Mail Леонард Коэн рассказывал, что кто-то от его имени подал иск к создателям песни, а те наняли музыковеда, который сказал, что этот мотив находится в общественном достоянии и восходит к Францу Шуберту.

## Участники записи Лео Сейера (1977)
- Лео Сейер — вокал
- Джеймс Ньютон Ховард — синтезатор
- Бобби Киз† — саксофон
- Майкл Омартьян[англ.] — электрическое пианино
- Дин Паркс[англ.] — электрогитара
- Джефф Поркаро† — ударные
- Вилли Уикс[англ.] — бас-гитара

## Чарты
| Чарт (1977)                      | Peak position |
| -------------------------------- | ------------- |
| Австралия KMR                    | 8             |
| Канада RPM                       | 1             |
| Новая Зеландия                   | 4             |
| Великобритания                   | 1             |
| США Billboard Hot 100            | 1             |
| США Billboard Adult Contemporary | 1             |
| США Cash Box Top 100             | 1             |

| Чарт (1977)           | Rank |
| --------------------- | ---- |
| Австралия             | 15   |
| Канада                | 7    |
| Великобритания        | 4    |
| Новая Зеландия        | 16   |
| США Billboard Hot 100 | 7    |

## Кавер-версии

### Версия Рода Стюарта
Род Стюарт записал песню When I Need You в 1996 году для своего компилятивного альбома баллад If We Fall in Love Tonight (рус. «Если мы влюбимся сегодня вечером»). Стюартовская версия песни была спродюсирована Джимми Джемом и Терри Льюисом и выпущена как второй сингл из альбома, но не попала в чарты США и Великобритании. В том же 1996 году на песню был сделан клип.
У песен альбома были разные продюсеры, но заглавная песня If We Fall in Love Tonight, выпущенная как первый сингл из альбома, была написана и спродюсирована теми же Джимми Джемом и Терри Льюисом. Альбом был издан компанией Warner Bros. Records как своеобразное продолжение уже выпущенного лейблом годом ранее аналогичного альбома баллад в исполнении Мадонны Something to Remember (рус. «Есть что вспомнить»).